# 93 Million Miles
"93 Million Miles" é o segundo single promocional do estadunidense Jason Mraz para o seu quarto álbum de estúdio Love Is a Four Letter Word de 2012.

## Música e vídeo
O título da canção refere-se à localização geográfica da Terra dentro do sistema solar, que está a 93 milhões de milhas do Sol, ou 149 milhões de quilômetros.
O vídeo da música para a canção foi gravado durante apresentação de artista no festival musical Red Rocks Amphitheatre em Denver no Colorado, EUA.

## Presença em "Salve Jorge Internacional"
A canção foi trilha sonora da telenovela Salve Jorge da Rede Globo, fazendo com que o single fizesse muito sucesso no Brasil. Na trama escrita por Gloria Perez a canção foi tema da personagem Zyah, interpretada por Domingos Montagner, que estampou inclusive a capa do CD.

## Lista de faixas
- Download Digital[5]

1. "93 Million Miles" - 3:36

## Músicos
- Guitarra Acústica – Jason Mraz, Mike Daly
- Baixo – Justin Meldal Johnson
- Bateria, Percussão – Matt Chamberlin
- Guitarra – Tim Pierce
- Teclado – Jeff Babko
- Vocal – Jason Mraz
- Letra – Jason Mraz, Michael Natter, Mike Daly
- Produzido - Joe Chiccarelli

## Desempenho nas paradas
| Paradas (2012–13)                                  | Melhor posição |
| -------------------------------------------------- | -------------- |
| Brasil (Billboard Hot 100 Airplay)                 | 4              |
| Brasil (Crowley Broadcast Analysis)                | 3              |
| Estados Unidos (Billboard Adult Alternative Songs) | 16             |
| Estados Unidos (Billboard Adult Top 40)            | 25             |